# Cameroun français
Cet article possède un paronyme, voir Cameroun (homonymie).
1916 – 1960 (44 ans)
Entités précédentes :
- Kamerun

Entités suivantes :
- Cameroun

Le Cameroun français, Cameroun oriental ou Territoire du Cameroun est un territoire administré par la France de facto à partir de 1916 et de jure à partir de 1919, jusqu'en 1960.
Partie orientale de l'ancienne colonie allemande du Cameroun (en allemand : Deutsche Kolonie Kamerun). Son statut est, à partir de 1919, « territoire sous mandat » de la Société des Nations (SdN), puis « territoire sous tutelle » de l'Organisation des Nations unies (ONU), ainsi que membre de l'Union française en tant que territoire associé puis État sous tutelle du Cameroun, enfin État membre de la Communauté française.
Comme le Togo oriental ou Togo français (1916-1960) (ex-Togoland (1884-1916)), le Cameroun français ne fut jamais, contrairement à ce qui est souvent écrit, une colonie française au sens juridique — même si le modèle colonial et les méthodes d'administration coloniales lui ont été appliqués, et ne fut de ce fait jamais intégré à l'Afrique-Équatoriale française (AEF).

## Géographie
Le Cameroun français couvrait huit régions de l'actuel Cameroun (Extrême-Nord, Nord, Adamaoua, Est, Centre, Sud, Littoral et Ouest). 

## Histoire
Depuis 1884, le Cameroun était une colonie de l'Empire allemand ((de) Deutsche Kolonie Kamerun), relevant, avec le Togo ((de) Deutsche Kolonie Togo), de l'Afrique-Occidentale allemande ((de) Deutsch-Westafrika).
Après le Coup d'Agadir, en 1911, il recouvrait :
- Le Vieux-Cameroun ((de) Altkamerun), à l'exception de la partie orientale du Bec de Canard ((de) Entenschnabel), soit les territoires situés sur la rive orientale du Logone qui intégrèrent l'AEF ;
- Le Nouveau-Cameroun ((de) Neukamerun).

À la fin de la Première Guerre mondiale, la France prit possession du Nouveau-Cameroun qu'elle intégra à l'AEF. Le Vieux-Camerounn fut, quant à lui, divisé en deux et placé sous le régime international du mandat :
- Le Cameroun occidental fut placé sous mandat britannique et devint le Cameroun britannique ;
- Le Cameroun oriental (plus grande partie) fut placé sous mandat français et devint le Cameroun français.

La France fit du Cameroun un Commissariat de la République autonome, soit un territoire non intégré à l'AEF.

### Période du mandat (1916-1946)

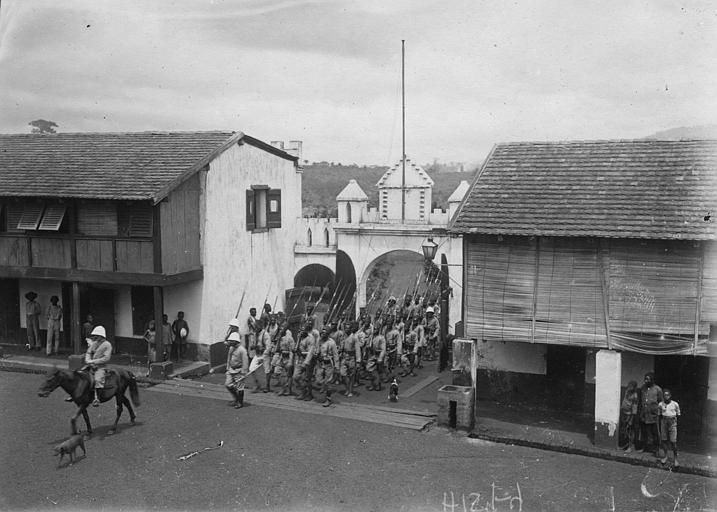
Arrivée des tirailleurs au poste de Yaoundé (1917).

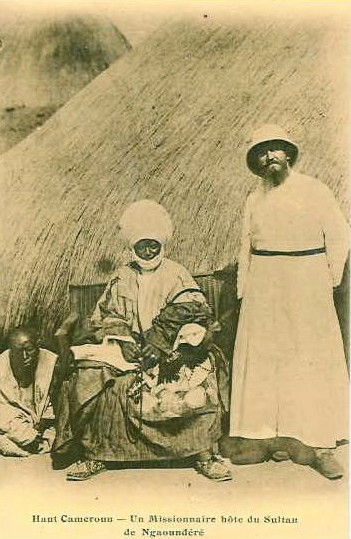
Haut-Cameroun, missionnaire hôte du Sultan de Ngaoundéré (1920).

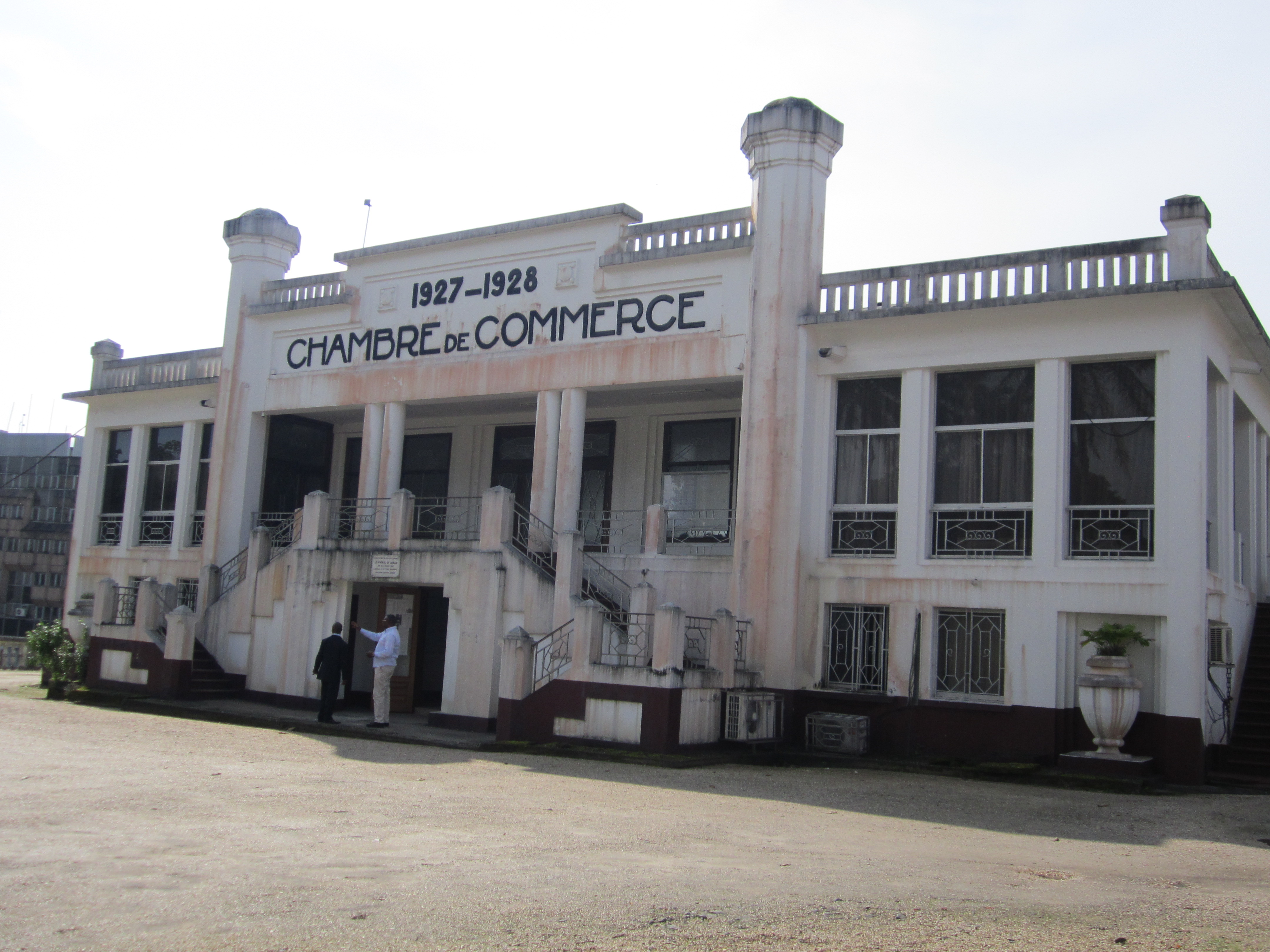
Chambre de commerce de Douala.

Dans les années 1920 et 1930, les autorités françaises entreprennent d'amadouer les chefs traditionnels de façon à se constituer un auxiliariat indigène susceptible de relayer leurs politiques auprès des populations sans nécessairement apparaître comme leurs instigatrices. Par le jeu de la nomination et de la destitution des chefs, une telle sous-traitance permet également de se départir de la responsabilité de certaines violence auprès de l'opinion extérieure et de la SDN (à laquelle la France doit rendre des comptes sur sa gestion). Les chefs traditionnels sont ainsi chargés de la collecte des impôts et du recrutement de main d’œuvre.
Après l'instauration du régime de Vichy et l'appel du général de Gaulle au combat contre l'Allemagne, l'administration française du Cameroun se montre hésitante. Les colons sont majoritairement favorables à Pétain, mais d'autres s'inquiètent d'un armistice qui pourrait conduire l'Allemagne à reprendre possession de son ancienne colonie. Quelques dizaines de Français libres débarquent en août 1940 et placent le Cameroun français sous autorité gaulliste, au sein de l'Afrique française libre. C'est le ralliement du Cameroun à la France libre, qui est effectif le 27 août.
Les autorités françaises se donnèrent alors pour mission de faire oublier aux populations du Cameroun qu'elles avaient été sous protectorat allemand et de leur apprendre à aimer la France et à devenir Français. Plusieurs mesures furent alors prises pour atteindre ce but :
- Enseignement du français : l'enseignement du français fut mis en œuvre sur l'ensemble du territoire camerounais ;
- Assimilation : les autorités françaises imposèrent la législation française ;
- Développement économique : programme de mise en valeur des ressources économiques du Cameroun ;
- Autorité : politique de l'indigénat, le droit coutumier est aux chefs traditionnels mais la France garde la mainmise sur la justice et la police ;
- Développement de la médecine : prise en charge des populations lors des grandes épidémies (comme le cas du docteur Eugène Jamot dans la lutte contre la maladie du sommeil) ;
- Promotion des francophiles : Charles Atangana ainsi que d'autres chefs indigènes furent invités à aller en France et Paul Soppo Priso fut promu président de la JEUCAFRA (Jeunesse française Camerounaise) ;
- Destruction des vestiges allemands : les autorités françaises s'employèrent à détruire tous les vestiges allemands et à marquer leur hostilité à l'endroit de toutes les populations germanophiles.

L'instituteur et syndicaliste français Gaston Donnat fonde en juin 1944 le Cercle d'études marxistes de Yaoundé, qui aura indirectement une importante influence en sensibilisant à l'anticolonialisme plusieurs personnalités marquantes de l'histoire du Cameroun : Ruben Um Nyobe (figure la plus emblématique du nationalisme camerounais), Charles Assalé (premier ministre durant une courte période), Gaston Donnat (principal animateur du syndicalisme camerounais dans les années 1950, etc.

### Période de tutelle (1946-1960)
Après la Seconde Guerre mondiale, l'ONU change le statut du Cameroun qui, de protectorat, devient "mis en tutelle", mais est malgré tout intégré à l'Union française comme les autres colonies. Les activités syndicales sont autorisées à partir du 7 aout 1944 ; le 18 décembre, Gaston Donnat et un groupe de militants fondent la première centrale syndicale camerounaise, l'Union des syndicats confédérés du Cameroun (USCC), qui s'affilie à la CGT. L'USCC organise notamment la manifestation du 8 mai 1945 où l'on appelle à enterrer le colonialisme en même temps que le nazisme. 
Le 15 avril 1945, des colons se réclamant gaullistes constituent l'Association des colons du Cameroun pour défendre la colonisation française et leurs intérêts. Ils sont toutefois considérés avec suspicion par les autorités ; le Haut Commissaire de la France au Cameroun écrit ainsi que « Il est au Cameroun, au sein du colonat et du commerce européen, un groupe que nous appellerons colons de combat. À les entendre, ils ont sauvé le Cameroun et la France en aout 1940 et leur courage n'a pas faibli quand Rommel a failli aller au Caire. La guerre ne les a pas appauvris. Ceux-là ne sont pas allés à Bir-Hakeim mais, sous l'uniforme et avec leur solde de réservistes; ils ont fait leurs affaires au Cameroun et pris gout à certaines formes de commandement. Ils sont très imbus de la supériorité raciale qu'ils ont adjugée à leur expérience de vieux Camerounais. » Une partie des colons envisage en effet de construire un Cameroun indépendant sur le modèle de l'Afrique du Sud. 
En septembre 1945, à Douala, des colons ouvrent le feu sur une manifestation de grévistes la faisant dégénérer en émeute. Les affrontements s'étendent et un avion sera même utilisé pour mitrailler les émeutiers. Officiellement, selon les autorités coloniales, le bilan serait de 8 morts et 20 blessés, mais les estimations tournent aujourd'hui autour d'une centaine de morts. La presse métropolitaine, notamment en raison de la censure militaire, publie des comptes rendus fantaisistes, attribuant la responsabilité de ces évènements à des « foules indigènes » (comme l'écrit le quotidien Combat) et reprenant les chiffres communiqués par les autorités.
Avec les émeutes de 1955, le représentant colonial français Pierre Messmer reconnait que « la vie politique est baptisée dans le sang ». Les mouvements qui remettent en question l'ordre colonial ne croient plus en la possibilité d'améliorer le sort des colonisés main dans la main avec les colonisateurs. Les premiers syndicats s'organisent à l’initiative de communistes français (qui seront expulsés par l'administration coloniale) et sont rapidement repris en main par des Camerounais. Ruben Um Nyobè prend ainsi la tête de l'Union des syndicats confédérés du Cameroun (USCC). Le 10 avril 1948, un groupe d'intellectuels et de syndicalistes fonde discrètement, dans un café de Douala, l'Union des populations du Cameroun.

#### Le Cameroun français, membre de l'Union française
Par la Constitution française du 27 octobre 1946, le Cameroun français devint un « territoire associé », membre de l'Union française, union de droit international comprenant, d'une part, la République française et, d'autre part, les territoires et État associés à celle-ci.

##### Le Cameroun français: «territoire associé»
La qualité de « territoire associé » plaçait le Cameroun français dans une situation intermédiaire à celles des territoires d'outre-mer de la République française, d'une part, et des « États associés » à celle-ci, d'autre part.
Comme les « territoires d'outre-mer », mais au contraire des « États associés », le Cameroun français n'était pas un État. Il en résultait qu'il n'était pas représenté au Haut-Conseil de l'Union française : aux termes du premier alinéa de l'article 65 de la Constitution du 27 octobre 1946, celui-ci était « composé, sous la présidence du président de l'Union, d'une délégation du gouvernement français et de la représentation que chacun des États associés a la faculté de désigner auprès du président de l'Union ». Il en résulta, d'autre part, que la Cameroun français fut représenté au Parlement de la République française. La loi no 46-2383 du 27 octobre 1946, sur la composition et l'élection du Conseil de la République, prévit sa représentation au Conseil.
En revanche, comme les « États associés », mais au contraire des « territoires d'outre-mer », le Cameroun français n'était pas une collectivité territoriale de la République française et était membre de l'Union française. Il en résulta qu'il fut représenté à l'Assemblée de l'Union française. La Constitution du 27 octobre 1947 ne prévoyait pas la représentation des « territoires associés » à l'Assemblée de l'Union française : son article 66 disposait que « L'Assemblée de l'Union française est composée, par moitié, de membres représentant la France métropolitaine et, par moitié, de membres représentant les départements et territoires d'outre-mer et les États associés ». Mais la loi no 46-2385 du 27 octobre 1946, sur la composition et l'élection de l'Assemblée de l'Union française, prévit sa représentation à l'Assemblée de l'Union française.
En 1946, une Assemblée représentative du Cameroun (ARCAM) fut constituée et Louis-Paul Aujoulat et Alexandre Douala Manga Bell devinrent députés à l'Assemblée nationale française. Deux collèges électoraux sont constitués ; l'un comprenant les colons et l'autre les indigènes. À l'ARCAM, les 4 000 colons ont droit à 16 représentants et les trois millions de Camerounais en ont 18 (en outre, le Haut commissaire pour le Cameroun nomme lui-même 6 représentants). Enfin, le décret du 7 mai 1945 signé par de Gaulle restreint le droit de vote aux « notables évolués » sélectionnés par l'administration française, écartant des électeurs potentiels sur des motifs politiques (syndicalistes, communistes, etc).

##### Organisation du mouvement indépendantiste

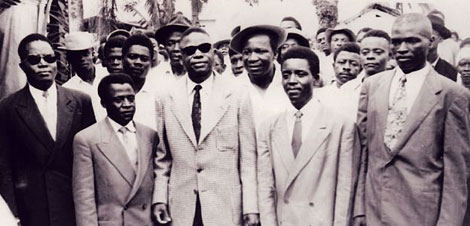
Dirigeants de l'UPC (Union des populations du Cameroun)

Dans les années 1950 également, les atteintes aux libertés politiques sont massives : mutations de fonctionnaires sensibles au discours indépendantiste, plaintes sans fondement à répétition, interdiction de réunions, surveillance généralisée, intimidations, fraudes électorales, incarcérations, etc. L'Union des populations du Cameroun (UPC), organisation la plus populaire du territoire, n'obtiendra jamais aucun élu à l'Assemblée camerounaise ou au Parlement français. L'administrateur Jacques Rousseau expliquera à ce propos : « La désignation des leaders camerounais, ça se passait au niveau du Haut commissaire ou du gouvernement français. » Les jours d'élections, le nombre de bulletins est généralement supérieur au nombre d'inscrits.
La surveillance policière est constante. Les agents de la Sureté tentent d'infiltrer chaque mouvement social, jusqu'aux clubs de femmes. Des centaines de dirigeants politiques, religieux ou syndicaux sont fichés et notés en fonction de leur degré de "francophilie". Les sièges de l'UPC sont régulièrement perquisitionnés, les archives, matériels et argents sont saisis sans recours possible. Cette période voit cependant l’ouverture de nouvelles écoles tant publiques que privées et aussi de plusieurs écoles secondaires, dont le lycée Leclerc. Les autorités coloniales commencèrent à envoyer les meilleurs étudiants à Dakar et en France pour suivre des études supérieures. À cette époque, commencent aussi l'électrification et l'adduction d'eau dans les grandes villes.
L’Église catholique joue un rôle significatif dans la lutte contre le mouvement nationaliste. Dirigée par le très traditionaliste Marcel Lefebvre (qui fera plus tard sécession avec le Vatican pour former la fraternité intégriste Saint-Pie-X), elle excommunie régulièrement des militants upécistes et syndicalistes. Des cartes de la CGT sont déchirées par des prêtres, qui invitent les pécheurs à effectuer leur autocritique publique. Dans le diocèse de Yaoundé, l'interdiction des sacrements s'étend même aux enfants d'upécistes. En avril 1955, les cinq évêques du Territoire font lire dans toutes les églises une lettre avertissant les catholiques du danger que représenterait l'UPC et ses rapports avec le « communisme athée ».
En outre, l'administration coloniale entreprend d'affaiblir et de disperser le mouvement nationaliste en exploitant les rivalités ethniques. Plusieurs organisations à caractères ethniques (Esocam, Indecam, Renaicam, etc) sont fondées avec l'aide de l'administration, mais ne parviendront pas à rassembler plus de quelques centaines de militants. Ces groupes diffusent une pensée pro-coloniale et très conservatrice, propageant l'idée d'une hiérarchie stricte entre les peuples et les individus et dénonçant « l'égalitarisme » de l'UPC.
Le Cameroun est confronté au milieu des années 1950 à une crise économique causée par la chute des cours du cacao. En mai 1955, les arrestations de militants indépendantistes sont suivies d'émeutes dans plusieurs villes du pays. La répression fait plusieurs dizaines (l'administration française en recense officiellement vingt-deux, bien que des rapports secrets en reconnaissent beaucoup plus) ou centaines de morts. L’UPC, parti nationaliste d'inspiration marxiste, qui voulait la réunification du Cameroun britannique et du Cameroun français mais aussi l’indépendance immédiate est interdit et près de 800 de ses militants sont arrêtés, dont beaucoup seront battus en prison. Dans certaines régions, la délation est rendue obligatoire ; ceux qui refuseraient de dénoncer « dans les 24 heures » les responsables upécistes seront « également arrêtes et poursuivis », précise Jacques Hubert, chef de région du Dja et Lobo. Le parti reçoit le soutien de personnalités comme Gamal Abdel Nasser et Kwame Nkrumah et l'action de la France est dénoncée à l'ONU par les représentants de pays comme l'Inde, la Syrie et l'Union soviétique. En métropole, la grande majorité de titres de presse (Le Monde, Combat, Paris-Presse, etc) reprennent la version présentée par l'administration, attribuant la responsabilité des violences aux indépendantistes et minimisant le nombre de victimes. Quelques journaux (L'Humanité, L'Observateur) questionnent toutefois la responsabilité des autorités.
Bien que l'UPC soit invitée aux congrès du PCF, les auteurs du livre Kamerun ! Une guerre cachée aux origines de la Françafrique (1948-1971) soulignent que l'organisation n'est pas pour autant un parti communiste et qu'il « s'agissait surtout d'une fraternité par défaut. Qui d'autres que les communistes, dans les années 1950, étaient prêt à prendre position pour la libération des peuples colonisés ? Les militants de l'UPC pouvaient se reconnaitre, à titre individuel, des sympathies communistes, mais l'UPC, en tant que mouvement nationaliste, ne l'était pas. » Si certains de ses dirigeants comme Félix Moumié ou Ernest Ouandié se montrent effectivement sensibles aux idéaux communistes, d'autres, notamment Ruben Um Nyobe, considèrent que l'UPC doit rester neutre sur les questions idéologiques pour rassembler tous les indépendantistes camerounais.

##### Insurrection upéciste
L'UPC clandestine mène une campagne de boycott actif des élections de décembre 1956, auxquelles seuls les partis profrançais ou « modérés » sont autorisés à participer et devant permettre de légitimer auprès de l'opinion internationale l’adhésion du Cameroun à l'Union française. Des candidats sont agressés et plusieurs actions de sabotages sont menées. Les autorités réagissent par des « opérations de nettoyage » souvent sanglantes : l'historien américain Victor T. Le Vine estime à 2 000 le nombre de tués entre décembre et janvier. L'ampleur de la répression conduit l'UPC à définitivement opter pour la lutte armée. Les autorités cherchent alors à nier le caractère politique de l'UPC pour la présenter pour une simple organisation terroriste : « Bien spécifier que nous ne nous battons pas contre un parti qui demande l'indépendance mais contre un parti qui assassine, sabote et incendie. Il y a là toute une propagande à mettre sur pied. »
Plusieurs maquis de l'UPC sont constitués en 1957, particulièrement en Sanaga-Maritime, avec ses « généraux » et ses « capitaines » à la tête de « régiments » (150-200 guérilleros) et « bataillons » (50 guérilleros). L'armement est très sommaire : quelques fusils et pistolets dérobés, mais essentiellement des machettes, gourdins, arcs et flèches. Pour isoler la rébellion de la population civile Bassa, suspectée d’être particulièrement indépendantiste, cette dernière est déportée vers des camps situés le long des principaux axes routiers. Le général Lamberton, en charge des forces françaises, ordonne : « Toute case ou installation subsistant en dehors des zones de regroupement devra être entièrement rasée et leurs cultures avoisinantes saccagées. » Les villageois sont soumis au travail forcé pour le compte de sociétés privées, notamment dans la construction de routes. Les Bassa vivant en ville sont expulsés vers leur région d'origine pour éviter que le « virus de la contestation » ne se propage.
Le regroupement des populations dans des zones circonscrites permet aussi de constituer, ailleurs, des zones interdites. Toute présence humaine y étant interdite, les personnes qui y sont trouvées sont automatiquement assimilées à des rebelles et traitées comme tels. Dès février 1957, le commandant Jacques Hogard explique le traitement de ces zones « que l'on privera de toute ressource, en retirant sa population, en sabotant les cultures, les points d'eau, en évacuant le bétail, etc, et en y pourchassant les rebelles qui subsisteraient par des moyens qui peuvent être brutaux et sans discernement (mitraillage et bombardements aériens, etc). »
De mois en mois, les troupes françaises (constituées en grande partie de soldats recrutés dans les colonies d'Afrique noire et de miliciens camerounais), accentuent la pression et prennent facilement l’ascendant. Les maquisards, coupés des populations regroupées, plongés dans une précarité permanente et affamés par la destruction des champs, manquant de médicaments, de vêtements et ne pouvant recruter qu'avec difficulté, sont considérablement démobilisés. Ruben Um Nyobe est lui-même décrit comme perdant espoir et sombrant dans la dépression. Le 7 juin 1958, le « général » des forces rebelles, Isaac Nyobè Pandjock, est tué dans un raid, tandis qu'Um Nyobe le sera à son tour le 13 septembre.

##### Le Cameroun français, État autonome
En 1956, la France accorde l’autonomie interne et l’assemblée devient Assemblée législative du Cameroun (ALCAM). En 1957, André-Marie Mbida est choisi par Pierre Messmer comme premier ministre et Ahmadou Ahidjo devient premier ministre adjoint. Par le décret no 57-501 du 16 avril 1957, postant statut du Cameroun, le Gouvernement français de Guy Mollet érigea le Cameroun français, jusqu'alors simple « territoire associé », en État, sous le nom d' « État sous tutelle du Cameroun ».

#### Vers l'indépendance
L'UPC ayant été éliminée, le gouvernement français décide d'ouvrir la voie à une indépendance contrôlée, livrant le pouvoir à des personnalités proches de ses intérêts. Pierre Messmer indique à ce sujet : « La France accordera l'indépendance à ceux qui la réclamaient le moins, après avoir éliminé politiquement et militairement ceux qui la réclamaient avec le plus d'intransigeance. »
Le 12 juin 1958, l'Assemblée législative du Cameroun prit une première résolution « affirmant l'option de l'État du Cameroun pour l'indépendance, au terme de la tutelle ». Le 24 octobre 1958, elle prit une seconde résolution « déclarant notamment la volonté du peuple camerounais de voir l'État (sous tutelle) du Cameroun accéder à la pleine indépendance le 1er janvier 1960 ».

##### Non appartenance à la Communauté
L'Union française fut dissoute par la Constitution française du 4 octobre 1958.
Son titre XII lui substitua la Communauté, union de droit interne comprenant la République française, d'une part, et certains de ses anciens territoires d'outre-mer, d'autre part.
Le Cameroun français ne fut jamais un État membre de la Communauté.
Par l'ordonnance no 58-1375 du 30 décembre 1958, portant statut du Cameroun, le Gouvernement français de Michel Debré transforma l'État sous tutelle du Cameroun en « État du Cameroun ».

##### Levée de la tutelle
Le 1er janvier 1960, le Cameroun français devenait indépendant et prenait le nom de « République du Cameroun ».

## Administration
Sous le régime du mandat de  la Société des Nations, la gouvernance du territoire est détenu par le Conseil d'administration du Territoire qui est présidé par le Commissaire de la République. Le Conseil d'administration siège à Yaoundé et il comprend:
- un commandant militaire du Territoire,
- un secrétaire général du Commissariat,
- un procureur de la République ou le président du Tribunal de première instance de Douala ;
- un  administrateur  des  colonies,
- deux notables citoyens français proposés par le Commissaire.

Le Conseil d'administration détient le pouvoir législatif du territoire et il est responsable de l'administration territoriale et du service civil et militaire. Le conseil doit être consulté sur l'administration fiscale, budgétaire et les comptes publics du territoire; les acquisitions, les aliénations et les échanges de la propriété publique non affectée à un service public.
Le Commissaire de la République est assisté par le Conseil du contentieux administratif qui est formé par deux magistrats nommés par le Commissaire et par le Conseil d’administration du Territoire.

## Subdivisions
L'arrêté du 14 mai 1916, crée neuf circonscriptions dénommées d'après leurs chefs-lieux en 1917, :
- Kribi-Lolodorf-Campo (Kribi)
- Edéa-Eséka (Edéa)
- Douala-Yabassi (Douala)
- Baré-Foumban-Nkongsamba (Foumban)
- Yaoundé-Yoko (Yaoundé)
- Garoua-Maroua (Garoua)
- Banyo-Ngaoundéré (Ngaoundéré)
- Doumé-Lomié-Yokadouma (Doumé)
- Ebolowa-Akouafim (Ebolova)

En 1920, Dschang, Maroua et Lomié sont instaurées en nouvelles circonscriptions portant leur nombre à 12.
En 1935, les circonscriptions prennent le nom de régions et sont dénommées pour la plupart selon les principaux cours d'eau, à l'image des départements français métropolitains, elles sont au nombre de 17 (chefs-lieux entre parenthèses) :
- Chari (Fort Foureau)
- Logone (Maroua)
- Mandara (Mokolo)
- Bénoué (Garoua)
- Adamoua (Ngaoundéré)
- Noun (Dschang)
- Mbam (Bafia)
- Lom et Kadéï (Batouri)
- Nkam (Yabassi)
- Moungo (Nkongsamba)
- Wouri (Douala)
- Sanaga inférieure (Edéa)
- Nyong et Sanaga (Yaoundé)
- Haut-Nyong (Abong-Mbang)
- Boumba et Ngoko (Yokadouma)
- Ntem (Ebolowa)
- Kribi (Kribi)

En 1939, la région du Noun est divisée en deux, à l'est la région du Noun (chef-lieu : Foumban) et la région Bamiléké (chef-lieu : Dschang). Au nord, les trois régions du Chari, Logone et Mandara sont regroupées dans la région du Nord-Cameroun (chef-lieu : Maroua).
De 1959 à l'indépendance les régions sont nommées département.

## Législation
Dès le 22  mai  1924, le code de l'indigénat et toute la législation promulguée en Afrique-Équatoriale française s'applique au Cameroun oriental.

## Éducation
L'instruction y est grande partie assurée par les missions religieuses, elles scolarisent en 1937, 85 000 élèves contre 10 000 dans les écoles publiques. Le taux de scolarisation est de 25 % en 1950. Au moment de l'indépendance, le taux d'alphabétisation des plus de 14 ans atteint 31 % pour les hommes et 7 % pour les femmes.

## Population
Lors de son accession à l'indépendance la population du Cameroun oriental français est estimée à 3 200 000 habitants.

## Économie

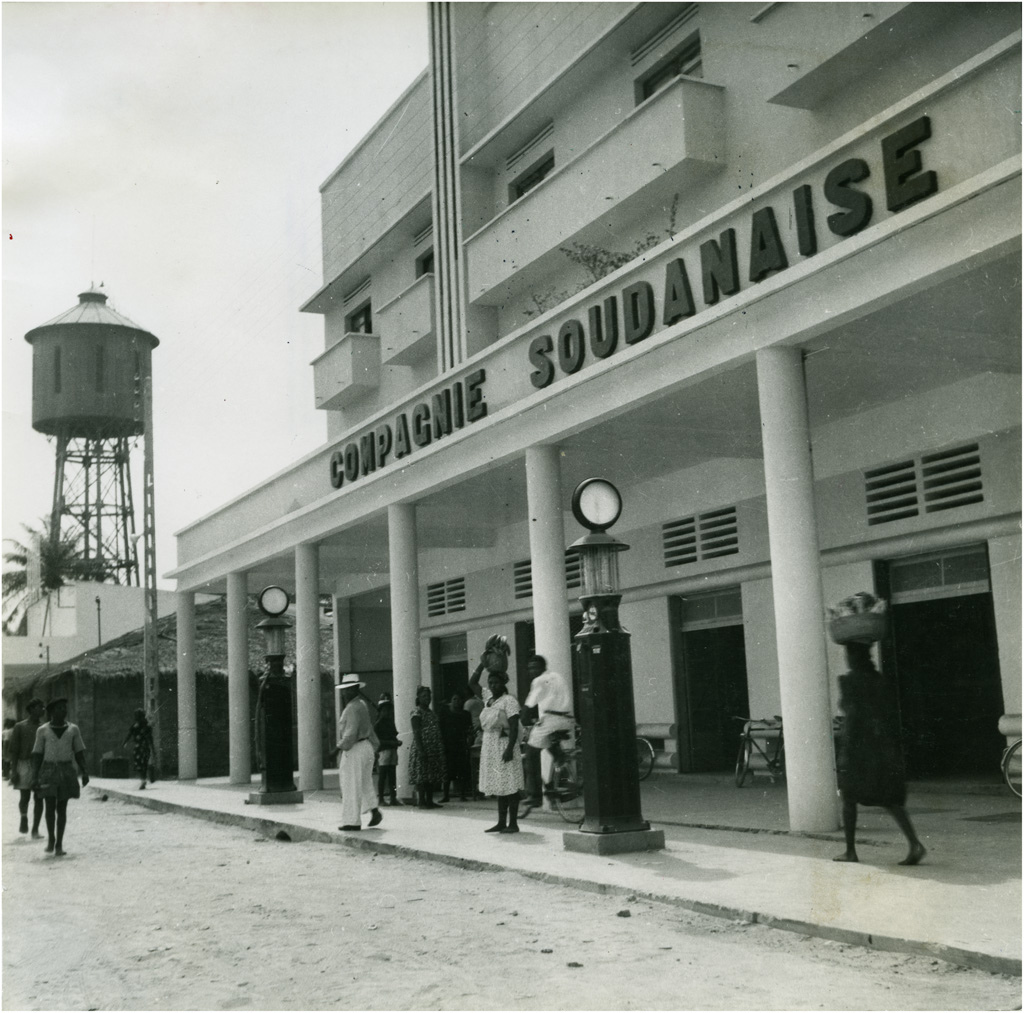
Entreprise à Douala Akwa

L'administration française, réticente à rétrocéder aux compagnies allemandes leurs possessions d'avant guerre, en réattribue certaines à des compagnies françaises. C'est notamment le cas pour la Société financière des caoutchoucs, qui obtient des plantations mises en exploitation pendant la période allemande et devient la plus grande entreprise du Cameroun sous mandat français. 
Le 4 octobre 1924, la France réglemente le travail forcé au Cameroun oriental et dans les colonies d'Afrique-Équatoriale française et impose l'impôt de capitation, un impôt annuel qui s'applique à tous les adultes du territoire. Le travail forcé s'exprime par des obligations de portage et des jours de travail non rémunérés dans des chantiers.
Dès les années 1940, les autorités coloniales encouragèrent la diversification agricole. C'est l'apparition de nouvelles cultures de rente comme le café dans l’ouest ou le coton dans le nord. L’élevage et l’exploitation du bois prirent une dimension nouvelle grâce aux nouvelles routes.

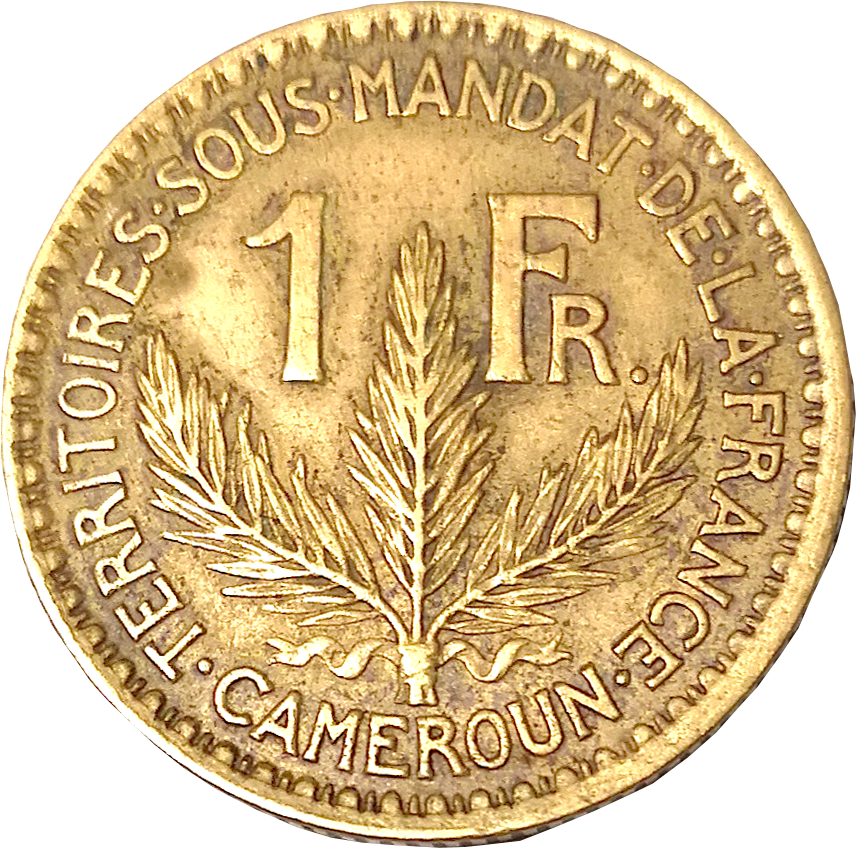
Pièce de 1 Franc, Cameroun (1924)

Le secteur industriel moderne est initié en 1954, avec l'installation à Édéa de l'entreprise de fonderie d'aluminium Alucam.

### Monnaie
- Franc camerounais